# Liste der Biografien/Mue
Liste der Biografien |
Portal Biografien |
Personensuche
# |
A |
B |
C |
D |
E |
F |
G |
H |
I |
J |
K |
L |
M |
N |
O |
P |
Q |
R |
S |
T |
U |
V |
W |
X |
Y |
Z |
?
 
Ma |
Mb |
Mc |
Md |
Me |
Mf |
Mg |
Mh |
Mi |
Mj |
Mk |
Ml |
Mm |
Mn |
Mo |
Mp |
Mq |
Mr |
Ms |
Mt |
Mu |
Mv |
Mw |
Mx |
My |
Mz
 
Mua |
Mub |
Muc |
Mud |
Mue |
Muf |
Mug |
Muh |
Mui |
Muj |
Muk |
Mul |
Mum |
Mun |
Muo |
Mup |
Muq |
Mur |
Mus |
Mut |
Muu |
Muv |
Muw |
Mux |
Muy |
Muz
Die Liste der Biografien führt alle Personen auf, die in der deutschsprachigen Wikipedia einen Artikel haben. Dieses ist eine Teilliste mit 126 Einträgen von Personen, deren Namen mit den Buchstaben „Mue“ beginnt.

## Mue

### Muea
- Mueanta, Suphanat (* 2002), thailändischer Fußballspieler

### Muec
- Mueck, Alfred (* 1945), deutscher Chemiker und Mediziner
- Mueck, Ron (* 1958), australischer Bildhauer

### Muee
- Mueen Uddin, Chowdhury (* 1948), bangladeschisch-britischer Politiker der Jamaat-e-Islami

### Mueg
- Muegge, Uwe (* 1960), deutscher Übersetzungswissenschaftler und Terminologe
- Mueggenborg, Daniel (* 1962), US-amerikanischer Geistlicher und römisch-katholischer Bischof von Reno

### Mueh
- Muehl, Attila (* 1985), österreichischer Jazz-Gitarrist und Komponist
- Muehl, Otto (1925–2013), österreichischer Aktionskünstler, Vertreter des Wiener Aktionismus
- Muehlberger, William R. (1923–2011), US-amerikanischer Geologe
- Muehle, Helmut (1902–1991), deutscher Maler und Grafiker
- Muehle, Martin (* 1969), deutsch-brasilianischer Opern- und Konzertsänger mit der Stimmlage Tenor
- Muehlon, Wilhelm (1878–1944), deutscher Rüstungsindustrieller und Diplomat
- Muehsam, Gerd (1913–1979), austro-amerikanische Musikwissenschaftlerin und Bibliothekarin

### Muel
- Muela, Carlos (* 1991), uruguayischer Fußballspieler
- Muela, Jaime (* 1957), spanischer Fusionmusiker (Saxophon, Flöte)
- Muelenaere, Felix de (1793–1862), belgischer Premierminister
- Müelich von Prag, böhmischer Minnesänger
- Muellbauer, Marc (* 1968), deutscher Jazzbassist
- Muellenbach, Ernst (1862–1901), deutscher Schriftsteller und Lyriker
- Mueller von der Haegen, Hans (1929–2013), deutscher Chemiker
- Mueller, Albert (1884–1963), deutscher Maler
- Mueller, Alexandra (* 1988), US-amerikanische Tennisspielerin
- Mueller, Alfred (* 1939), US-amerikanischer Physiker
- Mueller, Ali, US-amerikanische Schauspielerin und Filmproduzentin
- Mueller, Andreas J. (* 1950), deutscher Karikaturist, Maler und Grafiker
- Mueller, Anousch (* 1979), deutsche Schriftstellerin
- Mueller, Barbara (* 1933), US-amerikanische Hürdenläuferin, Fünfkämpferin und Hochspringerin
- Mueller, Berndt (* 1950), deutsch-US-amerikanischer theoretischer Physiker
- Mueller, Berthold (1898–1976), deutscher Rechtsmediziner und Hochschullehrer
- Mueller, Chris (* 1986), US-amerikanischer Eishockeyspieler
- Mueller, Chris (* 1996), US-amerikanischer Fußballspieler
- Mueller, Christoph (* 1980), deutscher Cartoonist und Illustrator
- Mueller, Christoph-Mathias (* 1967), Schweizer Komponist und Dirigent
- Mueller, Dagmar H. (* 1961), deutsche Autorin von Kinder- und Jugendliteratur
- Mueller, Eric (* 1970), US-amerikanischer Ruderer
- Mueller, Ernst Adolph (1832–1913), deutscher Jurist und Politiker (DFP), MdR
- Mueller, Eva Lili (1920–2006), US-amerikanische Ökonomin
- Mueller, Felice (* 1989), US-amerikanische Ruderin
- Mueller, Ferdinand von (1825–1896), deutsch-australischer Botaniker und GeographFerdinand von Mueller (1825–1896)

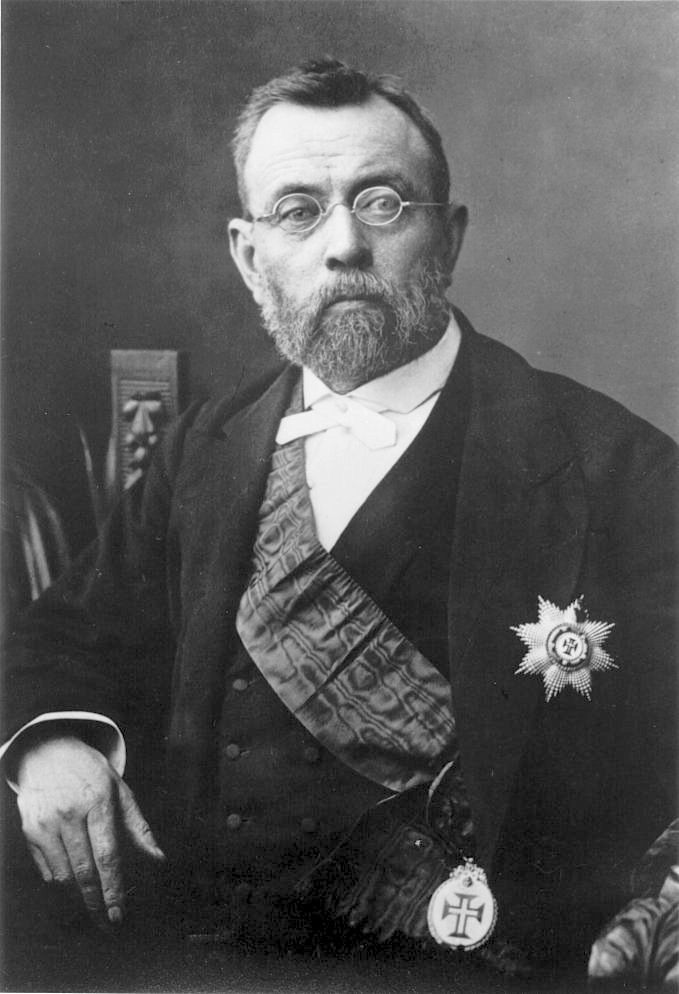
Ferdinand von Mueller (1825–1896)

- Mueller, Florian (1909–1983), US-amerikanischer Oboist, Komponist und Musikpädagoge
- Mueller, Frederick H. (1893–1976), US-amerikanischer Politiker
- Mueller, George E. (1918–2015), US-amerikanischer Raumfahrtingenieur
- Mueller, Harald (1934–2021), deutscher Dramatiker
- Mueller, Herbert (1885–1966), deutscher Sinologe
- Mueller, Ian (1938–2010), US-amerikanischer Mathematik- und Philosophiehistoriker
- Mueller, Ivan I. (1930–2023), US-amerikanischer Geodät
- Mueller, Jean (* 1950), US-amerikanische Astronomin
- Mueller, John Howard (1891–1954), US-amerikanischer Biochemiker
- Mueller, Joshua (* 1982), US-amerikanischer Basketballspieler
- Mueller, Karl (1963–2005), US-amerikanischer Rockmusiker
- Mueller, Kayla (1988–2015), amerikanische Menschenrechtsaktivistin
- Mueller, Lisel (1924–2020), deutsch-US-amerikanische Dichterin
- Mueller, Martin S., US-amerikanischer Ingenieur
- Mueller, Maximilian (1894–1981), US-amerikanischer Geistlicher, römisch-katholischer Bischof von Sioux City
- Mueller, Melissa (* 1972), US-amerikanische Stabhochspringerin
- Mueller, Norbert (1906–1956), kanadischer Eishockeytorwart
- Mueller, Otto (1874–1930), deutscher Maler und LithografOtto Mueller (1874–1930)

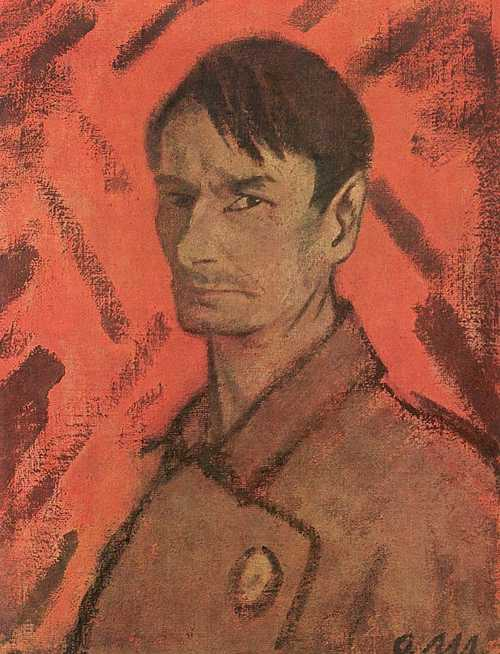
Otto Mueller (1874–1930)

- Mueller, Otto H. (1829–1897), deutscher Ingenieur und Dampfmaschinenkonstrukteur
- Mueller, Otto-Werner (1926–2016), deutsch-amerikanischer Dirigent
- Mueller, Pau (* 2005), schweizerisch-kubanische Sängerin, Songwriterin und Musikproduzentin
- Mueller, Paul J. (1892–1964), US-amerikanischer Militär, General der United States Army
- Mueller, Peter (* 1954), US-amerikanischer Eisschnellläufer- und Trainer
- Mueller, Peter (* 1988), US-amerikanischer Eishockeyspieler
- Mueller, Rainer René (* 1949), deutschsprachiger Lyriker
- Mueller, René E. (1929–1991), Schweizer Schriftsteller und Lebenskünstler
- Mueller, Richard (* 1982), deutsch-kanadischer Eishockeyspieler
- Mueller, Robert (* 1944), US-amerikanischer RegierungsbeamterRobert Mueller (* 1944)

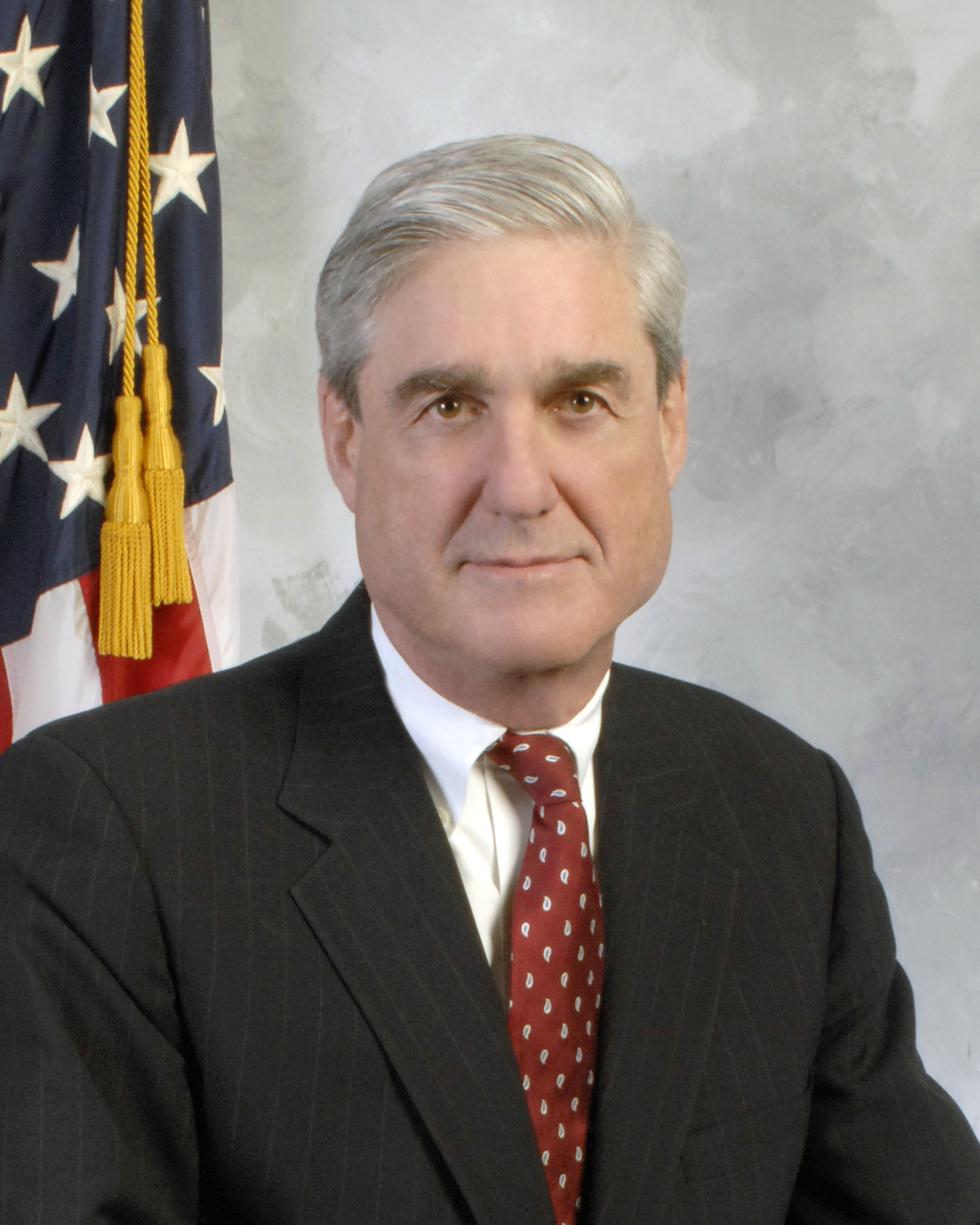
Robert Mueller (* 1944)

- Mueller, Rudolf (1869–1954), deutscher Politiker, Oberbürgermeister von Darmstadt (1929–1933)
- Mueller, Rudolf (1904–1997), deutscher Politiker
- Mueller, Siggi (* 1964), deutscher Filmkomponist, Fotograf, Keyboarder, Akkordeonist und Pianist
- Mueller, Stefan (* 1995), US-amerikanischer Fußballspieler
- Mueller, Suzanne, US-amerikanische Cellistin
- Mueller, Tom, US-amerikanischer Raumfahrtingenieur, Vizepräsident der privaten Raumfahrtfirma SpaceX für Triebwerksentwicklung
- Mueller, Traugott, deutscher Agrarfunktionär
- Mueller, Ulrich (* 1949), deutscher Mediziner, Soziologe und Politiker (FDP)
- Mueller, Waldemar (1851–1924), deutscher Bankier und Politiker, MdR
- Mueller, Walther Felix (1879–1970), deutscher Kommunalpolitiker und Oberbürgermeister von Weimar (1920–1937)
- Mueller, Wilhelm (1850–1921), preußischer Generalmajor
- Mueller, William (* 1980), US-amerikanischer Wrestler
- Mueller, William A. (1901–1992), US-amerikanischer Toningenieur
- Mueller, Wolfgang (* 1967), deutscher Schriftsteller, Filmproduzent und Jurist
- Mueller, Wolfgang (* 1970), österreichischer Historiker
- Mueller-Darß, Franz (1890–1976), deutscher Forstmeister, Kynologe, SS-Oberführer und Jagdautor
- Mueller-Dombois, Dieter (1925–2022), deutsch-US-amerikanischer Vegetationskundler
- Mueller-Goldingen, Christian (* 1954), deutscher Altphilologe
- Mueller-Graaf, Carl-Hermann (1903–1963), deutscher Diplomat
- Mueller-Harju, Dieter (* 1952), deutscher Schriftsteller, Psychologe, Soziologe und Künstler
- Mueller-Korenek, Denise, US-amerikanische Radfahrerin
- Mueller-Leutert, Hellmuth (1892–1973), deutscher Maler, Graphiker und Bildhauer
- Mueller-Stahl, Armin (* 1930), deutscher Schauspieler, Violinist, Maler und SchriftstellerArmin Mueller-Stahl (* 1930)

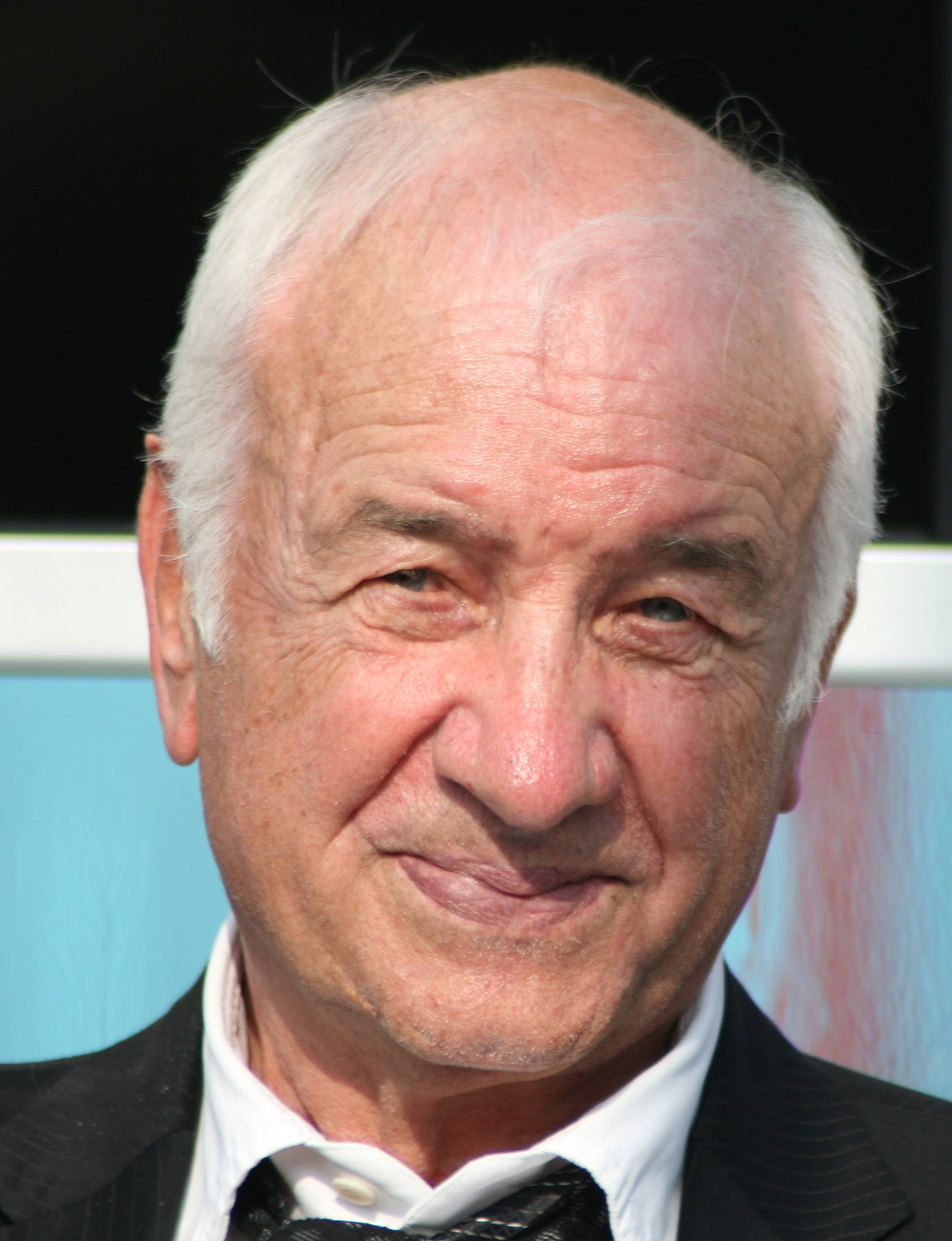
Armin Mueller-Stahl (* 1930)

- Mueller-Stahl, Hagen (1926–2019), deutscher Theaterregisseur, Filmregisseur und Schauspieler
- Mueller-Stahl, Miriam (* 1982), deutsche Schauspielerin
- Mueller-Stöfen, Nele (* 1967), deutsche Schauspielerin, Filmregisseurin und Drehbuchautorin
- Mueller-Töwe, Gudula, deutsche Film- und Theaterschauspielerin
- Mueller-Zahlmann, Klaus (* 1950), deutscher Politiker (SPD), Bürgermeister von Bad Oeynhausen
- Muellerleile, Marianne (* 1948), US-amerikanische Schauspielerin
- Muellner, Leonard, US-amerikanischer Klassischer Philologe

### Muen
- Muena, César (* 1970), chilenischer Fußballspieler
- Muench, Aloysius (1889–1962), deutschstämmiger US-amerikanischer Kurienkardinal und erster Nuntius in der Bundesrepublik Deutschland
- Muench, Robert William (* 1942), US-amerikanischer Geistlicher, emeritierter römisch-katholischer Bischof von Baton Rouge
- Muenier, Jules-Alexis (1863–1942), französischer Maler und Fotograf
- Muenkat, David (* 2000), kanadischer Basketballspieler
- Muensterberger, Werner (1913–2011), deutscher Ethnologe, Psychoanalytiker und Autor
- Muente, Patricio (* 1974), slowenischer Springreiter
- Muenwong, Phataimas (* 1995), thailändische Badmintonspielerin
- Muenz, Harald (* 1965), deutscher Komponist
- Muenzer, Lori-Ann (* 1966), kanadische Radsportlerin

### Muer
- Muer, Maurice De (1921–2012), französischer Radrennfahrer
- Muermann, Erwin (* 1901), deutscher Jurist und Raumplaner
- Muermans, Christian (1909–1945), belgischer römisch-katholischer Geistlicher und Märtyrer
- Muermans, Dominick (* 1984), niederländischer Rennfahrer
- Muerte, Manuel (* 1968), deutscher Zauberkünstler und Autor

### Mues
- Mues, Dietmar (1945–2011), deutscher Schauspieler und AutorDietmar Mues (1945–2011)

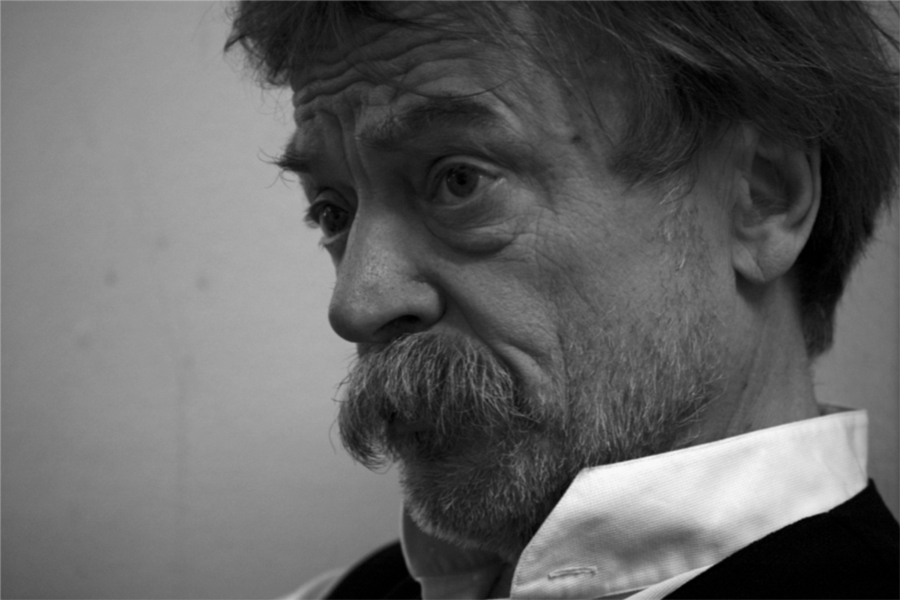
Dietmar Mues (1945–2011)

- Mues, Erich, deutscher Fußballspieler
- Mues, Jona (* 1981), deutscher Schauspieler und Hörspielsprecher
- Mues, Rüdiger (* 1946), deutscher Botaniker und Hochschullehrer
- Mues, Steffen (* 1965), deutscher Kommunalpolitiker (CDU), Bürgermeister von Siegen
- Mues, Wanja (* 1973), deutscher Schauspieler
- Mues, Wilhelm (1877–1946), deutscher Bildhauer
- Mües-Baron, Klaus (* 1961), deutscher Historiker und Journalist
- Muesmann, Adolf (1880–1956), deutscher Architekt, Stadtplaner und Hochschullehrer
- Muespach, Laetitia (* 2002), schweizerische und französische Ringerin
- Muestinger, Georg († 1442), Augustiner-Chorherr, Diplomat und Astronom

### Muet
- Muetterties, Earl (1927–1984), US-amerikanischer Chemiker

### Muez
- Müezzinoğlu, Mehmet (* 1955), türkischer Politiker und Jurist
- Müezzinzade Filibeli Hafız Ahmed Pascha (1564–1632), osmanischer Großwesir